# Manfred Laskowski
Manfred Laskowski (* / † unbekannt) war ein deutscher Schwimmer, der in den Jahren vor dem Zweiten Weltkrieg aktiv war. Er startete für den Stettiner Verein Wassersportfreunde Pomerania (Waspo). 
Bei den Deutschen Schwimmmeisterschaften 1939 gewann er den Titel über 200 m Freistil. 